# 松木謙公
松木 謙公（まつき けんこう / しずひろ、1959年（昭和34年）2月22日 - ）は、日本の政治家。立憲民主党所属の衆議院議員（7期）。北海道通信社代表取締役社長。学校法人淳心学園理事長。
農林水産大臣政務官（菅直人改造内閣・菅直人第2次改造内閣）、新党大地・真民主代表代行兼幹事長、維新の党幹事長代行、民進党幹事長代理、衆議院決算行政監視委員長、衆議院沖縄及び北方問題に関する特別委員長などを歴任した。名前の謙公の読み方は、本名は「しずひろ」だが、政治活動時は音読みで「けんこう」としている。報道などは漢字で松木 謙公と表記するが、自身のウェブサイトや国会の名札は松木 けんこうと一部ひらがな表記を用いる。

## 経歴
北海道札幌市出身で、札幌市立幌北小学校、札幌市立新琴似中学校、札幌光星高等学校を経て、青山学院大学経営学部卒。1978年に大学入学と同時に藤波孝生衆議院議員の秘書となり、1994年に国会議員政策担当秘書資格を取得する。1996年に北海道内で建設業界紙を発行する北海道通信社の取締役副社長に就任する。
父の松木慶喜が長年のあいだ北海道札幌市北区支部長を務めるなど元来は自由民主党の党員だが、北海道2区における自民党の公認争いで吉川貴盛に敗れ、同選挙区から1996年衆院選で自由連合公認、2000年衆院選は無所属で出馬するも連続落選する。2001年に自由党に入党し北海道第2総支部会長、2002年に自由党北海道総支部連合会副会長に就任する。
2003年に民由合併により民主党に参加し、選挙区調整により網走支庁と宗谷支庁を区域とする北海道12区に国替えする。
2003年の衆院選、2005年の衆院選はいずれも北海道12区で武部勤に敗れたが、比例復活で当選する。2009年の衆院選で初めて武部を破り小選挙区で初当選したが、武部も比例復活した。北海道12区で、中選挙区時代に武部のライバルだった鈴木宗男率いる新党大地や、鈴木の秘書経験者で青山学院大学の同級生でもある釧路市長の蝦名大也や、河村たかしが率いる減税日本、大村秀章が率いる日本一愛知の会から支援を受けている。

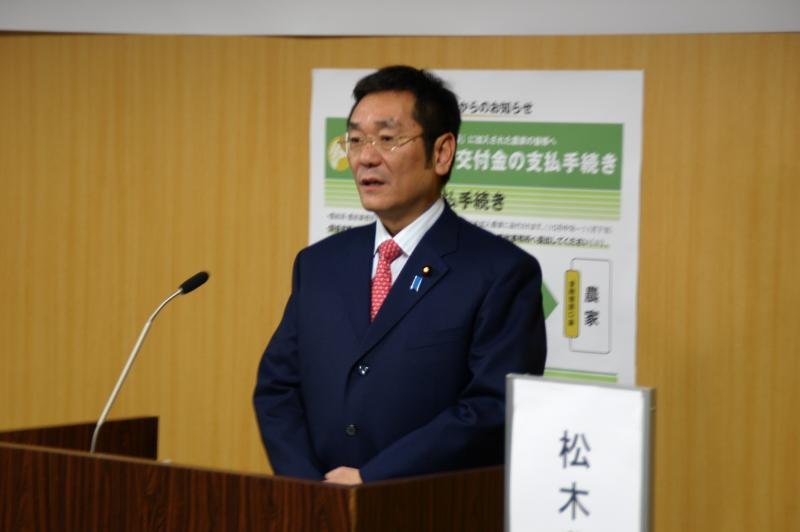
2010年11月8日、北海道農政事務所にて

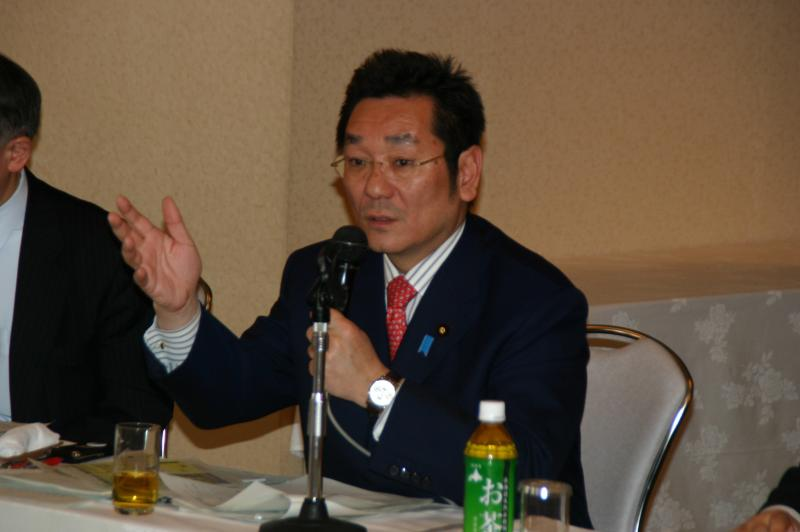
2011年1月14日、「あぜ道キャラバン――農業者戸別所得補償制度を中心とした意見交換会」にて

2010年9月に発足した菅直人改造内閣で農林水産大臣政務官に就任したが、菅政権の政策方針に対する不満を理由として、翌2011年2月23日に内閣総理大臣補佐官の細野豪志へ農林水産大臣政務官職の辞職願を提出し、24日に受理された。松木の辞任は、いわゆる菅おろしの嚆矢のひとつとなり、同年6月2日の菅内閣不信任決議案の採決に際して賛成票を投じ、同日中に民主党を除籍された（後述）。
2011年8月30日の衆議院本会議における内閣総理大臣指名選挙で民主党代表の野田佳彦が指名を受けたが、松木はその1日前の民主党代表選挙にて小沢が推していた海江田万里に票を投じ、海江田は一票を得ている。2011年12月28日、新党大地・真民主に参加、2012年1月6日、新党大地・真民主代表代行兼幹事長に就任。2012年、第46回衆議院議員総選挙では新党大地から出馬するも小選挙区（北海道12区）で敗北、比例復活もならず落選。2013年、第23回参議院議員通常選挙でも新党大地から比例代表として出馬したが、落選。その後、選挙の責任をとって幹事長を辞任、その後新党大地も離党し無所属となった。2014年の第47回衆議院議員総選挙に際して、同区を地盤とする民主党の支部長三井辨雄が松木を後継指名し不出馬を表明するなどし、第42回以来の北海道2区での立候補を模索していたが、11月21日に維新の党が公認すると発表した。投開票の結果、自民党の吉川貴盛に敗れたが、比例復活で当選。現在でも小沢との良好な関係は続いており、2015年、2016年の元日に小沢の私邸で開催された新年会にも出席している。
2016年3月、民主党と維新の党が合併し結成された民進党に参加。
2017年7月27日、民進党代表の蓮舫が、同月の東京都議会議員選挙の結果を受けて辞任を表明。蓮舫の辞任に伴う代表選挙（9月1日投開票）では前原誠司の推薦人に名を連ねた。前原当選後に幹事長代理に任命された。
同年10月22日の第48回衆議院議員総選挙では希望の党公認で出馬したが吉川に敗れ比例復活もならず落選 する。その後、希望の党が分党した際は国民民主党に参加した。2020年9月、旧・立憲民主党と国民民主党の一部が合流して結成された新・立憲民主党から次期衆院選の公認内定を受けた。
2021年4月25日、吉川の辞職に伴い行われた北海道2区補欠選挙では立憲民主党公認、国民民主党・社会民主党・日本共産党北海道委員会の推薦を受け出馬。元アナウンサーの鶴羽佳子ら5候補を破り当選。4月27日に当選証書が手渡された。
2021年10月31日の第49回衆議院議員総選挙においても引き続き小選挙区で当選した。
2024年10月27日の第50回衆議院議員総選挙で再選。

## 政策・主張

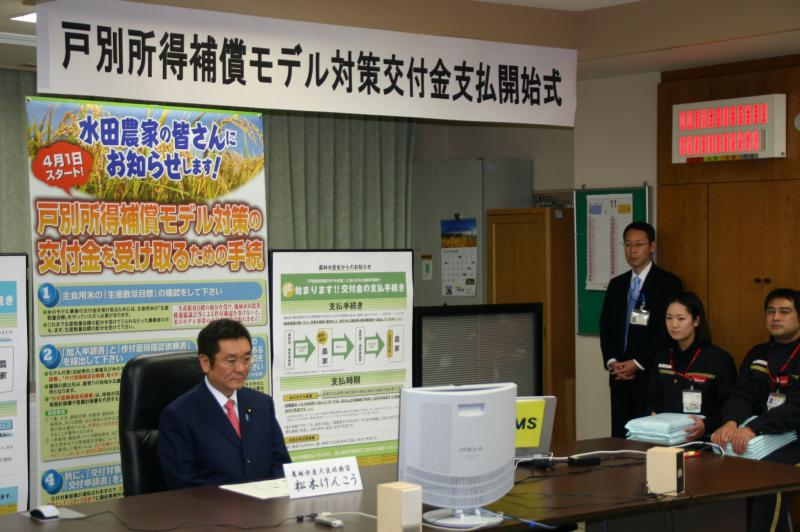
2010年11月8日、「戸別所得補償モデル対策交付金支払開始式」にて

- 自らの政治理念を「しあわせの土台づくり」政策、と述べている[38]。
- 2014衆院選 毎日新聞候補者アンケートによると
  - 憲法改正と集団的自衛権の行使に反対。
  - アベノミクスを評価しない。
  - 原発は日本に必要ない。
  - 村山談話は見直すべきでない[39]。
- 選択的夫婦別姓制度導入に賛成[40]。
- 健康増進法を努力規定ではなく義務規定として、受動喫煙防止を徹底することに反対[41]。

### 菅内閣不信任決議

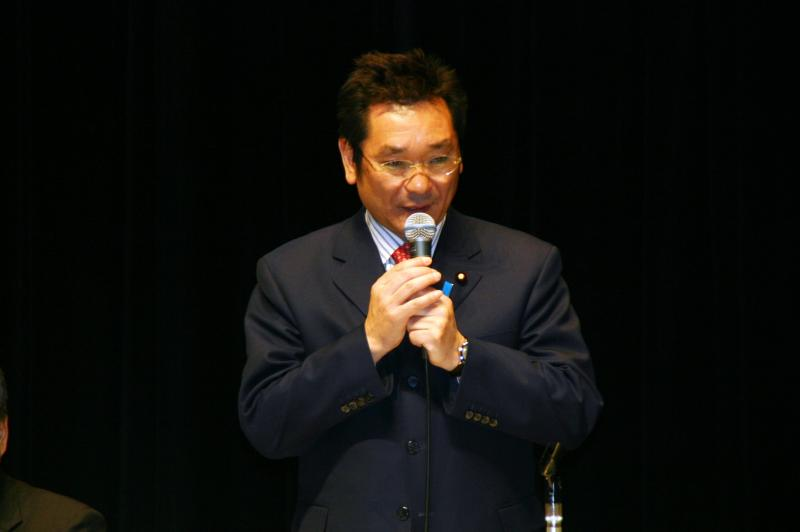
2011年1月14日、共済ビルにて

菅内閣不信任決議案の採決に先立って開催された民主党代議士会において、菅直人と鳩山由紀夫の間で菅が早期退陣するかのような言葉のやり取りがあり、小沢一郎が小沢グループの会合で「退陣の言質を取った」として自主投票とすることに決定した。
土壇場での手打ちという展開に直面し、松木は報道陣のカメラの前で「何なんだよ、みんな。意味がわからない。みんな、おかしいよ、みんな。自民党もおかしいよ、民主党も全部おかしいよ。何なんだよ、これ。おれはまじめにやってんだよ」と感情を露わに したが、当日の晩に出演したテレビ番組で先に取り乱した件を陳謝し、発言を事実上撤回している。
不信任案採決の場では、松木が同僚議員によって本会議場入りを阻止されたり、議席を囲まれて同僚議員の説得を受け目に涙を浮かべたりする光景は、テレビのニュース番組で盛んに放映された。
結局、松木以外のグループの所属議員は採決で反対票を投じたか、棄権したが、グループの中で一貫して不信任案賛成を主張し、グループの主導的な立場だった松木は賛成票を投じた。松木のほかに賛成票を投じた与党系議員は、既に離党届を提出していた横粂勝仁と政党支部支出問題で1年前に離党して無所属になっていた中島正純の2人だけであった。グループ内の投票行動が一致しなかったことについて「小沢さんは小沢さん、僕は僕」「信任できないから賛成した。俺が言いたいことはそれだけだ」と述べた。同日、松木に対して民主党執行部から除籍処分が下された。

## 人物

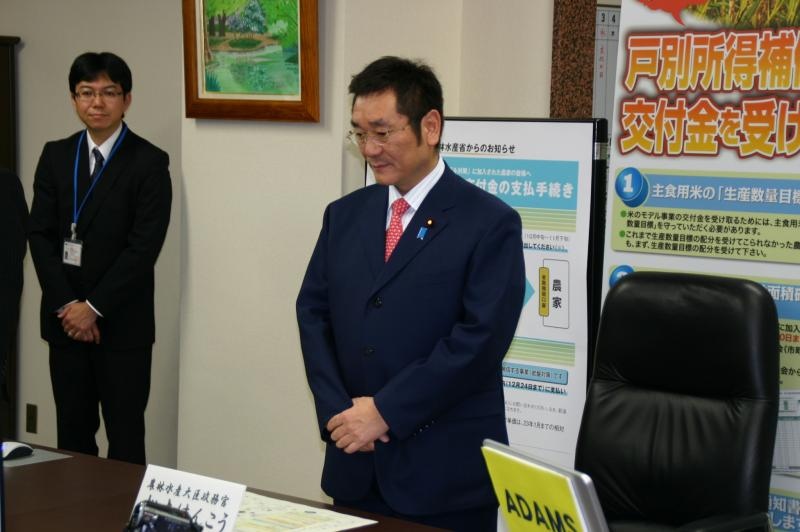
2010年11月8日、「戸別所得補償モデル対策交付金支払開始式」にて

- 議員活動の際、服装は主にオホーツクブルーと言われる青色のスーツを着用し、トレードマークとしている。
- 喫煙者である[41]。
- JR総連から組織推薦候補として支援を受けている[44]。

### 交友関係
- 松木がタウン誌『神楽坂まちの手帖』に寄せた随想の「我が師・藤波孝生を想う[45]」によれば、政界入りのきっかけは「藤波先生のところで人生勉強をさせてもらいなさい」という父の助言に従ったことである。議員転身の際、藤波は初代後援会長をつとめている（2代目は渡部恒三）。松木は藤波を政治の師匠と仰いでいる。
- 河村たかし名古屋市長は、河村が民主党議員だった頃からの友人である。
- 鳩山由紀夫前首相の議員辞職発言について、有志とともに発言の撤回を求め、鳩山は議員辞職を撤回した。

## 旧統一教会との関係
2013年、旧統一教会の関連団体である世界平和女性連合に対して、会費として15,000円を支出した旨、立憲民主党の調査で答えている。松木は党の調査において「その団体が統一教会系かどうかということがまだよくわからないという状況であった」と釈明した。    
産経新聞によると、「松木けんこう連合後援会」の支出を示す領収書のコピーには、「世界平和女性連合」側に2015年（平成27年）11月6日、2016年（平成28年）5月16日、12月17日付でチケット代や会費として各1万円、「天宙平和連合」側に2015年6月21日付でセミナー代2千円を支払ったとする記載があったという。領収書には、合計4件で計3万2千円の支出が記録されていた。  

## 議員連盟
- 日本の未来を創る勉強会[49]
- 中小企業等の金融債務者保護推進議員連盟[50]
- アイヌ政策推進議員連盟[51]
- 立憲民主党 自動車整備政策促進議員連盟[52]

## 選挙歴
| 当落 | 選挙                     | 執行日         | 年齢 | 選挙区       | 政党       | 得票数     | 得票率 | 定数 | 得票順位 /候補者数 | 政党内比例順位 /政党当選者数 |
| ---- | ------------------------ | -------------- | ---- | ------------ | ---------- | ---------- | ------ | ---- | ------------------ | ---------------------------- |
| 落   | 第41回衆議院議員総選挙   | 1996年10月20日 | 37   | 北海道第2区  | 自由連合   | 2万9票     | 9.43%  | 1    | 4/5                | /                            |
| 落   | 第42回衆議院議員総選挙   | 2000年06月25日 | 41   | 北海道第2区  | 無所属     | 1万9775票  | 8.08%  | 1    | 4/6                | /                            |
| 比当 | 第43回衆議院議員総選挙   | 2003年11月09日 | 44   | 北海道第12区 | 民主党     | 8万2731票  | 38.01% | 1    | 2/3                | 4/4                          |
| 比当 | 第44回衆議院議員総選挙   | 2005年09月11日 | 46   | 北海道第12区 | 民主党     | 10万1835票 | 42.22% | 1    | 2/3                | 3/3                          |
| 当   | 第45回衆議院議員総選挙   | 2009年08月30日 | 50   | 北海道第12区 | 民主党     | 12万7166票 | 52.41% | 1    | 1/3                | /                            |
| 落   | 第46回衆議院議員総選挙   | 2012年12月16日 | 53   | 北海道第12区 | 新党大地   | 5万2976票  | 29.23% | 1    | 2/4                | /                            |
| 比当 | 第47回衆議院議員総選挙   | 2014年12月14日 | 55   | 北海道第2区  | 維新の党   | 5万6375票  | 24.70% | 1    | 2/4                | 1/1                          |
| 落   | 第48回衆議院議員総選挙   | 2017年10月22日 | 58   | 北海道第2区  | 希望の党   | 7万4425票  | 29.36% | 1    | 2/4                | /                            |
| 当   | 第48回衆議院議員補欠選挙 | 2021年4月25日  | 62   | 北海道第2区  | 立憲民主党 | 5万9664票  | 43.74% | 1    | 1/6                | /                            |
| 当   | 第49回衆議院議員総選挙   | 2021年10月31日 | 62   | 北海道第2区  | 立憲民主党 | 10万5807票 | 44.71% | 1    | 1/3                | /                            |
| 当   | 第50回衆議院議員総選挙   | 2024年10月27日 | 65   | 北海道第2区  | 立憲民主党 | 9万4002票  | 40.0%  | 1    | 1/4                | /                            |